# Melinoides iobarris
Melinoides iobarris là một loài bướm đêm trong họ Geometridae.